# جيسيكا جيمس
جيسيكا جيمس (بالإنجليزية: Jessie James Decker)‏ (و. 1988  م) هي مغنية، ومغنية مؤلفة أمريكية، ولدت في فيتشنزا، بدأت مشوارها المهني سنة 2008.

## وصلات خارجية
- جيسيكا جيمس على موقع IMDb (الإنجليزية)
- جيسيكا جيمس على موقع ميوزك برينز (الإنجليزية)
- جيسيكا جيمس على موقع أول ميوزيك (الإنجليزية)
- جيسيكا جيمس على موقع ديسكوغز (الإنجليزية)
- جيسيكا جيمس على موقع قاعدة بيانات الفيلم (الإنجليزية)
- جيسيكا جيمس في قاعدة بيانات الأفلام على الإنترنت